# 短小蛇根草
短小蛇根草（学名：Ophiorrhiza pumila），又名白花蛇根草，是茜草科蛇根草属的植物。分布在台湾岛、越南以及中国大陆的广东、广西、福建、香港、江西等地，见于林下沟溪边和湿地上阴处。